# گوران پرکوواتس
گوران پرکوواتس (انگلیسی: Goran Perkovac؛ زادهٔ ۱۶ سپتامبر ۱۹۶۲) بازیکن سابق و مربی هندبال اهل کرواسی است.